# Seppe Rotty
Seppe Rotty (10 maart 2001) is een Belgisch volleyballer.

## Levensloop
Rotty was tijdens kinderjaren aanvankelijk actief in het tennis en atletiek bij AC Houtland Torhout.  Na een spontane deelname tijdens testdagen bij Rembert Torhout werd hij actief in het volleybal. Na zijn studies aan de Topsportschool Vilvoorde ging hij aan de slag bij VT Menen. Als speler van deze club werd hij in 2022 verkozen tot Speler van het Jaar. Voor seizoen 2022-'23 maakte hij de overstap naar Knack Roeselare. Met deze club werd hij in 2022-'23 landskampioen en bekerwinnaar. Tevens won hij dat seizoen met Roeselare de Supercup en was hij finalist in de CEV Cup.
Daarnaast is hij actief bij het Belgisch volleybalteam. Met de Red Dragons nam hij onder meer deel aan de Europees kampioenschap van 2023.
Rotty studeert voor industrieel ingenieur bouwkunde aan de Universiteit Gent.